# Kieuwzakmeervallen
De kieuwzakmeervallen (Clariidae) zijn een familie in de orde van meervalachtigen (Siluriformes). Er zijn ongeveer 14 geslachten in 100 soorten en zijn alle zoetwatervissen.
De kieuwzakmeervallen (airbreathing catfishes) ademen lucht met een labyrintachtig orgaan, ontstaan uit de kieuwbogen. Sommige soorten als Clarias batrachus zijn in staat om korte afstanden op land af te leggen. Dit heeft dergelijke vissen in staat gesteld om een invasieve soort in Florida te worden.
De rugvinbasis is zeer lang en wordt niet door een vinstekel voorafgegaan. De rugvin kan al dan niet overgaan in de staartvin, die rond is. Borstvinnen en buikvinnen zijn wisselend afwezig bij enkele soorten. Er zijn gewoonlijk vier paar baarddraden. Sommige vissen hebben kleine ogen en rudimentaire of afwezige borst- en buikvinnen voor een wroetende levensstijl. Een paar soorten zijn blind.
Kieuwzakmeervallen van het geslacht Heteropneustes worden door sommige auteurs als een aparte familie gezien en door anderen als een subfamilie. Hun lichaam is uitgerekt en samengeperst, met een zeer platte kop. Zij hebben een lange luchtzak die als long dienstdoet en bij de kieuwkamer begint. De rugvin is kort en heeft geen stekel. De borstvinnen hebben een bijbehorende gifklier die als potentieel gevaarlijk wordt beschouwd.
Wanneer Heteropneustidae en Clariidae als afzonderlijke families worden opgevat, worden ze samen in de superfamilie Clarioidea geplaatst. De verwantschap van Clarioidea aan andere families is nog onzeker.

## Lijst van geslachten
- Bathyclarias Jackson, 1959
- Channallabes Günther, 1873
- Clariallabes Boulenger, 1900
- Clarias Scopoli, 1777
- Dinotopterus Boulenger, 1906
- Dolichallabes Poll, 1942
- Encheloclarias Herre & Myers, 1937
- Gymnallabes Günther, 1867
- Heterobranchus Geoffroy Saint-Hilaire, 1809
- Horaglanis Menon, 1950
- Platyallabes Poll, 1977
- Platyclarias Poll, 1977
- Tanganikallabes Poll, 1943
- Uegitglanis Gianferrari, 1923
- Xenoclarias Greenwood, 1958